# Ari Magnússon
Ari Magnússon, kallad Ari í Ögri, född 1571, död 11 oktober 1652, var en isländsk syssloman, det danska kungadömets representant i tre olika områden i Västfjordarna (Barðastrandarsýsla, Ísafjarðarsýsla och Strandasýsla). Han var gift med Kristín Guðbrandsdóttir (dotter till biskopen Guðbrandur Þorláksson) och bodde på gården Ögur vid Ísafjarðardjúp. Hans föräldrar var Magnús Jónsson prúði, även han syssloman, och Ragnheiður Eggertsdóttir. Han studerade i sin ungdom i Hamburg, men återvände till Island efter sin faders död 1591.
Ari Magnússon är främst ihågkommen som den drivande under de så kallade Spánverjavígin, dråpen på 31 baskiska valfångstmän hösten 1615.